# Pyrausta tuolumnalis
Pyrausta tuolumnalis là một loài bướm đêm trong họ Crambidae.